# Герб на Таджикистан
Гербът на Таджикистан(от хералдическа гледна точка – емблема) е създаден по модела на герба на страната от съветско време, който е бил в употреба до разпадането на СССР през 1991 година. Короната в центъра на герба е същата като тази на таджикското националното знаме. В централната част на герба са изобразени книга и планина, тъй като Таджикистан е предимно плнаниска страна.

## Интерпретации
Според изследователя В.Саприков  „трите възвишения в короната, изобразена на герба, символизират трите региона на страната – Хатлон, Заравшан и Бадахшан. Всеки един от тях поотделно не са страна, само обединени в едно цяло те предсравляват Таджикистан. Короната има още едно значение: думата „тадж“ в превод от таджикски означават „венец“. В по-широк смисъл понятието „таджики“ може да се интерпретира като „халки тодждор“, тоест народ-венценосец. Иначе казано, короната „играе ролята на обединяващо начало, без която няма и не може да има самостоятелна държава.“.
Саприков обръща внмимание на това, че числото „седем“ (седем звезди) е свещено, то носи щастие, дарява добродетел. В таджикската народна традиция това число още и символ на съвершенството.
Слънцето, изгряващо зад планинските хребети, символизира наступването на живота, света, а пшеничните класове – богатството на страната.
В своята интерпретация на държавните символи на Таджикистан изследователя М. Ревнивцев се обръща към религията зороастризъм., която води своето начало към времето на първата таджикска държава на Саманидите 9-10 век и която, както той уверява, се ползва с голяма популярност сред таджикската интелигенция и в годините на Съветската власт, и към днешна дата.
По мнението на М. Ревнивцев „короната“, изобразена в центъра на националния флаг, в горната си част включва стилизирани изображения на три светилници – три свещени и неугасими огъня, които са обект на религиозните поклонения в зороастрийските храмове. Централният елемент „короната“ символизира световната планина Хара, намираща се в центъра на Света, а златната дъга в долната част на емблемата олицетворява „моста на възмездието“ Чинват, на който в Съдния Ден Заратустра ще отделя душите на праведните от тези на грешниците.
- Седемте златни звезди, съгласно интерпретацията на М. Ревнивцев, символизират едно от основните понятия на зороастризма – седем добри духа Амеша Спента, които са близкото обкръжение на върховния бог Ахурамазда (Ормузда).
- Разположените в дъгообразна окръжност златни звезди образуват фарн – слънечево сияещо начало, божественния огън, неговата материална еманация, аналог на нимба около главите на християнските светци.
- 21-те слънчеви лъча са всъщност три пъти повторени по 7 лъча – символизират трите еманации на Ашурамазда със 7 добри духове Амеша Спента.
- Златните планини със сребърните върхуве символизират заснежените хребти на Алайските, Заалайските панини и Памир.
- Пшеничните класове – символизират земледелието и оседналия живот на таджиките.